# Breslauer Lyrikpreis Silesius
Der Breslauer Lyrikpreis Silesius (polnisch Wrocławska Nagroda Poetycka Silesius; kurz: WNP Silesius oder Silesius) ist eine polnische literarische Auszeichnung. Der Lyrikpreis wird seit 2008 von der Stadt Breslau verliehen und ist nach dem Breslauer Lyriker Angelus Silesius benannt.

## Kategorien
Der Lyrikpreis Silesius wird jedes Jahr in drei Kategorien verliehen, die jeweils unterschiedlich dotiert sind. Der Preis für das Gesamtwerk ist mit 100 000 Złoty dotiert, für das Buch des Jahres mit 50 000 Złoty und für das Debüt des Jahres mit 20 000 Złoty.

## Jury
Die siebenköpfige Jury setzt sich aus Vertretern des polnischen Literatur- und Universitätsbetriebs zusammen. Für das Jahr 2018 besteht die Jury aus Andrzej Zawada (Vorsitz seit 2016), Grzegorz Jankowicz (2008–2018), Piotr Kępiński, Karol Maliszewski, Adam Poprawa (2008–2018), Tadeusz Sławek (2008–2018) und Justyna Sobolewska (2008–2018). Von 2008 bis 2015 hatte Jacek Łukasiewicz in den Vorsitz inne. Ehemalige Jurymitglieder sind Przemysław Czapliński (2008–2010), Marian Stala (2008–2010), Piotr Śliwiński (2011–2014).

## Preisträger
- 2008:[2]
  - Gesamtwerk: Tadeusz Różewicz
  - Buch des Jahres: Po tęczy von Andrzej Sosnowski
  - Debüt des Jahres: Po sobie von Julia Szychowiak
- 2009:[2]
  - Gesamtwerk: Stanisław Barańczak
  - Buch des Jahres: Gubione von Krystyna Miłobędzka
  - Debüt des Jahres: Motor kupił Duszan von Dariusz Basiński
- 2010:[2]
  - Gesamtwerk: Piotr Sommer
  - Buch des Jahres: Powietrze i czerń von Piotr Matywiecki
  - Debüt des Jahres: Wiedeński high life von Jakobe Mansztajn
- 2011:[2]
  - Gesamtwerk: Urszula Kozioł
  - Buch des Jahres: Nocne życie von Bohdan Zadura
  - Debüt des Jahres: Język korzyści von Kira Pietrek
- 2012:[2]
  - Gesamtwerk: Marcin Świetlicki
  - Buch des Jahres: Imię i znamię von Eugeniusz Tkaczyszyn-Dycki
  - Debüt des Jahres: Kanada von Tomasz Bąk
- 2013:[2]
  - Gesamtwerk: Krystyna Miłobędzka
  - Buch des Jahres: Niemal całkowita utrata płynności von Marcin Baran
  - Debüt des Jahres: Splendida realta von Ilona Witkowska
- 2014:[2]
  - Gesamtwerk: Darek Foks
  - Buch des Jahres: W innych okolicznościach von Mariusz Grzebalski
  - Debüt des Jahres: Moja jest ta ziemia von Martyna Buliżańska
- 2015:[2]
  - Gesamtwerk: Jacek Podsiadło
  - Buch des Jahres: Przedmiar robót von Marcin Sendecki
  - Debüt des Jahres: Nauka o ptakach von Michał Książek
- 2016:[2]
  - Gesamtwerk: Julian Kornhauser
  - Buch des Jahres: Nice von Barbara Klicka
  - Debüt des Jahres: Sierpień von Aldona Kopkiewicz
- 2017:[3]
  - Gesamtwerk: Andrzej Sosnowski
  - Buch des Jahres: Włos bregueta von Jacek Podsiadło
  - Debüt des Jahres: Pamięć zewnętrzna von Radosław Jurczak
- 2018:[4]
  - Gesamtwerk: Bohdan Zadura
  - Buch des Jahres: Puste noce von Jerzy Jarniewicz
  - Debüt des Jahres: Raport wojenny von Agata Jabłońska
- 2019:[5]
  - Gesamtwerk: Ewa Lipska
  - Buch des Jahres: Cele von Adam Kaczanowski
  - Debüt des Jahres: wsie, animalia, miscellanea von Maciej Bobula
- 2020:[6]
  - Gesamtwerk: Eugeniusz Tkaczyszyn-Dycki
  - Buch des Jahres: Kalendarz majów von Konrad Góra
  - Debüt des Jahres: Chyba na pewno von Jakub Pszoniak
- 2021:
  - Gesamtwerk: Ryszard Krynicki
  - Buch des Jahres: Zakaz rozmów z osobami nieobecnymi fizycznie von Kamila Janiak
  - Debüt des Jahres: Parkingi podziemne jako miasta spotkań von Aleksander Trojanowski
- 2022:
  - Gesamtwerk: Marcin Sendecki
  - Buch des Jahres: Krematoria I. Krematoria II von Krzysztof Siwczyk
  - Debüt des Jahres: Polski wrap von Marta Stachniałek